# 빅이슈

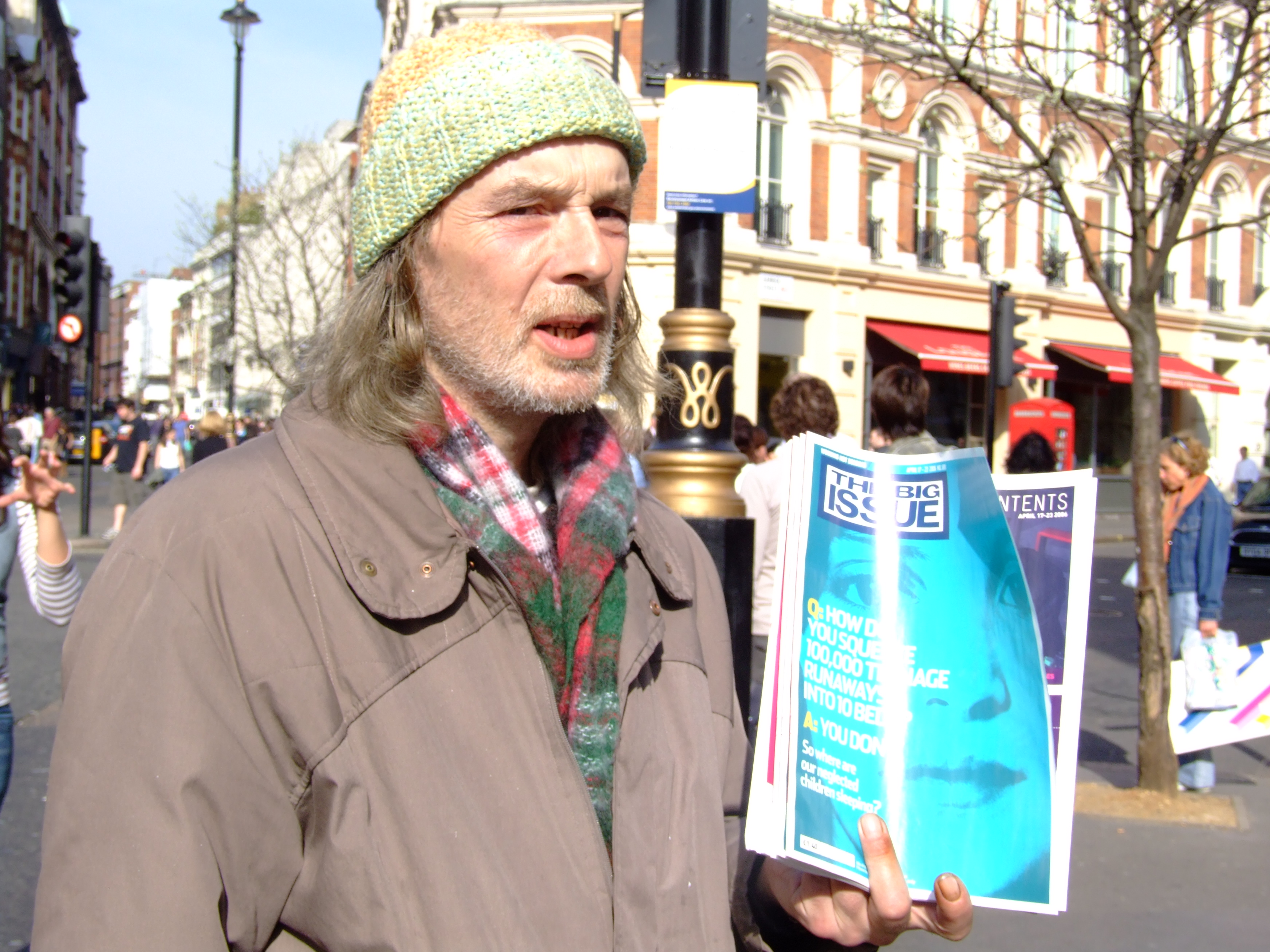
빅이슈 런던판을 판매중인 홈리스

《빅이슈》(The Big Issue)는 1991년 9월 영국의 존 버드와 고든 로딕이 창간한 격주간 잡지이다. 《빅이슈》는 홈리스를 지원하기 위해 발행되는 스트리트페이퍼로, 잡지 판매대금의 절반 이상이 홈리스 출신의 판매사원(빅판)에게 돌아간다. 《빅이슈》는 현재 세계 10개국 15종이 발간되고 있다. 한편 한국어판인 《빅이슈코리아》는 2010년 7월 5일 창간되었으며, 아시아에서는 일본, 타이완에 이어 세 번째로 창간되었다.

## 소개
1. 1991년 영국에서 창간한 대중문화잡지
2. 홈리스에게만 잡지를 판매할 수 있는 권한을 주어 자활의 계기를 제공
3. 데이비드 베컴, 버락 오바마, 레이디 가가, 조니 뎁 등 유명인이 재능기부로 참여
4. 2010년 7월부터 빅이슈가 한국에서도 시작됐다.

## 빅이슈 코리아 판매장소
https://www.bigissue.kr/bigsales/place